# 임장서원
임장서원은 대한민국 경기도 연천군 연천읍 동막리에 있다. 2001년 7월 19일 연천군의 향토문화재 제12호로 지정되었다.

## 개요
1713년(숙종 39) 주자서원은 「임장」이라 사액되어 임장서원으로 개칭되었으며 1801년(순조 1)에 유림의 상소로 우암 송시열(尤庵 宋時烈)을 배향하였다.